# Мелочи жизни (фильм, 2024)
«Мелочи жизни» (англ. Small Things Like These) — художественный фильм режиссёра Тима Милантса. Экранизация одноимённой книги Клэр Киган, попавшей в 2022 году в шорт-лист Букеровской премии. Продюсерами фильма станут Алан Молони и Киллиан Мерфи, который также сыграет в фильме главную роль вместе с Киараном Хайндсом и Эмили Уотсон.
Премьера фильма состоялась 15 февраля 2024 года на 74-м Берлинском международном кинофестивале. Фильм затрагивает тему ирландских «прачечных Магдалины», которые управлялись римско-католическими учреждениями с 1820-х годов до 1996 года якобы для исправления «падших молодых женщин», но на самом деле это были центры эксплуатации и рабского женского труда, где процветали жестокость, муштра, тяжёлые телесные наказания и насилие.
В российский прокат картина вышла 13 марта 2025 года.

## Сюжет
В преддверии Рождества 1985 года торговец углём Билл Ферлонг делает открытие, которое заставляет его столкнуться с тайнами в его маленьком ирландском городке.
Приближается Рождество 1985 года. Торговец углем Билл Ферлонг, которого считают справедливым и трудолюбивым человеком из ирландского города Нью-Росс, является отцом пятерых девочек. В воспоминаниях Билл вспоминает свое трудное детство сына молодой матери-одиночки, которую семья отвергла, но которой разрешили работать на миссис Уилсон, богатую и независимую землевладелицу. Однажды он отправляется на доставку раньше, чем ожидалось. Когда он открывает угольный сарай местного монастыря, он обнаруживает девочку-подростка Сару, запертую в сарае на морозе. Девочка говорит, что ей придется рожать там через пять месяцев. Билл приводит Сару в монастырь, где монахини делают вид, что заботятся о ней. Сару и Билла ведут в уютный кабинет сестры Мэри, настоятельницы монастыря. Здесь Сара чувствует себя обязанной ложно заявить, что ее заперли в сарае другие девочки, когда она играла в прятки. После того, как Сару уводят, сестра Мэри зловеще спрашивает Билла о его семье, поскольку и его жена Эйлин, и старшая дочь Кэтлин посещали школу, которой управляли монахини. Она настоятельно намекает, что если он расскажет о том, что видел, она может помешать его младшим дочерям посещать школу.
Затем она пишет рождественскую открытку, вкладывает в открытку «подарок» в виде денег, пишет на конверте «Эйлин», запечатывает конверт и вручает его Биллу. Билл берет его и возвращается домой ещё более обеспокоенным, чем прежде, забыв отдать конверт Эйлин. Позже Эйлин спрашивает Билла об открытке, так как она встретила сестру Мэри, которая рассказала ей об этом. Билл отдаёт запечатанный конверт Эйлин, которая удивляется, обнаружив «подарок», и задаётся вопросом, почему Билл не отдал конверт ей. Этот вопрос он отклоняет, говоря, что забыл.
Позже Билл посещает местный паб, владелица которого, миссис Кехо, советует Биллу соблюдать правила и не говорить о монастыре и о том, что там происходит, из-за общественного влияния монахинь. Однажды вечером Билл идёт купить жене рождественский подарок и по дороге домой видит то, что сам в детстве всегда хотел получить в подарок. Затем он идёт в монастырь и открывает угольный сарай, чтобы снова найти Сару. Билл медленно побеждает её нежелание, продиктованное страхом, и выводит её из сарая и с территории монастыря. Медленно проходя с Сарой на виду у своих знакомых, он в конце концов несёт больную девочку к себе домой. Билл приветствует её в очаге своей семьи, наконец, улыбаясь, чтобы показать ей, что она в безопасности.

## В ролях
- Киллиан Мерфи — Билл Ферлонг
- Питер Клэффи — Барри
- Эмили Уотсон — сестра Мэри
- Мишель Фэйрли — миссис Уилсон
- Марк Маккенна — Нэд
- Айлин Уолш — Айлин Ферлонг
- Клэр Данн — сестра Кармель

## Производство
В марте 2023 года стало известно, что Бен Аффлек и Мэтт Дэймон выступят продюсерами фильма через свою компанию Artists Equity. Киллиан Мерфи получил главную роль в фильме. Роман Киган был опубликован в 2021 году и вошёл в шорт-лист Букеровской премии и премии Rathbones Folio Prize. Киаран Хайндс и Эмили Уотсон присоединились к актёрскому составу позднее. Было объявлено, что режиссёром проекта станет Тим Милантс, а автором сценария Энда Уолш. Производством фильма будет заниматься Ирландия совместно с Бельгией.
В конце 2022 — начале 2023 года издание Irish Independent сообщило, что съёмки фильма пройдут в Нью-Россе, графство Уэксфорд. В марте 2023 года Deadline Hollywood сообщил, что основные съёмки уже начались, а съёмки в графстве Уиклоу продлятся четыре недели.
Премьера фильма состоялась 15 февраля 2024 года на 74-м Берлинском международном кинофестивале, где он был показан в качестве фильма открытия конкурсной программы.

## Отзывы и оценки
Бен Кролл в рецензии для TheWrap назвал фильм «скромной жемчужиной». Питер Брэдшоу из The Guardian дал фильму четыре звезды из пяти и назвал его «захватывающей, преданной драмой», написав: «Я был так восхищен, так захвачен этим фильмом, что не знал, что это финал, пока экран не померк». Джеймс Моттрам из Radio Times также дал фильму четыре звезды из пяти и назвал его «сдержанной драмой, которая миниатюрна по масштабу, но не по амбициям». Тим Робей из The Telegraph назвал фильм «затянутой ирландской драмой, ещё более пропитанной грустью, чем предполагает логлайн, которую с гипнотической грацией исполняет Киллиан Мерфи». Гай Лодж из Variety высоко оценил игру Мерфи, назвав его «живым эмоциональным током» фильма и сказав, что «фильм опирается как на его спокойствие, так и на его беспокойство как актёра».

## Награды
- 2024 — На Берлинском кинофестивале Эмили Уотсон удостоена приза «Серебряный медведь» за лучшую женскую роль второго плана[19].